# Frontière entre la Grèce et la Turquie
La frontière entre la Grèce et la Turquie suit trois sortes de parcours : en Thrace, un parcours fluvial (en deux sections) le long de la Maritsa et un court parcours terrestre au « triangle de Karaağaç » (portion de territoire sur la rive droite du fleuve en face d'Edirne) et en Mer Égée un long parcours maritime très sinueux en raison du grand nombre d'îles grecques, dont certaines très proches des côtes anatoliennes.

## Histoire

Frontière maritime de la Grèce (eaux territoriales en bleu) et de la Turquie (en rouge) en Mer Égée, avec des eaux territoriales à 6 milles.

Jusqu'aux guerres balkaniques, le royaume de Grèce, indépendant depuis 1832, n'avait de frontière terrestre qu'avec l'Empire ottoman, en Épire et en Thessalie, d'Arta à Vólos, ces deux villes étant en territoire ottoman. Elle subit une première modification en 1881 lors de la Conférence de Constantinople, à la suite du Congrès de Berlin après la Guerre russo-turque de 1877-1878 : la Grèce obtint l'essentiel de la Thessalie. La nouvelle frontière passait au sud de Ioannina et du Mont Olympe.
À la suite des guerres balkaniques, la Grèce n'eut plus de frontière terrestre avec l'Empire ottoman, dont elle fut séparée par la Bulgarie. À la suite de la Première Guerre mondiale, les traités de Neuilly (avec la Bulgarie) et de Sèvres (avec l'Empire ottoman), lui en fit retrouver une, d'une part sur la « ligne de Tchataldja », à 70 km à l'ouest de Constantinople, et d'autre part en Ionie, autour de Smyrne en Asie mineure.
La défaite dans la guerre contre la Turquie qui suivit, fixa définitivement la frontière terrestre lors du traité de Lausanne de 1923, en suivant le cours de la Maritsa à partir d'un tripoint regroupant les frontières gréco-bulgare et turco-bulgare, situé sur une île fluviale de galets devant la localité turque de Kapıkule (Pyrgopyle), au nord-est d'Edirne (Andrinople).
La cession du Dodécanèse par l'Empire ottoman à l'Italie en 1911 fixa la frontière maritime du Dodécanèse italien, héritée par la Grèce en 1947 avec le Dodécanèse au Traité de Paris (1947) et reconnue par la Turquie jusqu'en 1995. Le 26 décembre 1995 le cargo turc Figen Akat s'échoua sur îlots grecs inhabités d'Ímia et son équipage fut sauvé par la marine turque : depuis cette date, la Turquie revendique ces îlots sous le nom de Kardak et a tenté plusieurs fois de les occuper militairement.
La limite des eaux territoriales est fixée à 12 milles marins par la Convention de Montego Bay que la Turquie n'a pas ratifiée car elle s'estime lésée par ces règles. Sous la pression des menaces militaires turques en cas d'application de la convention, la Grèce a décidé de se contenter de 6 milles marins.

## Aspects stratégiques
L’Évros est considéré par l’armée grecque comme la principale défense naturelle face à la Turquie. Cependant, cette dernière a obtenu lors du traité de Lausanne le « triangle de Karaağaç » sur la rive droite de l'Évros au niveau d'Edirne. Les militaires grecs craignent que ce petit territoire soit utilisé par les Turcs pour y masser des troupes en vue d’une attaque contre la Grèce. La configuration de la plaine littorale de l’Évros favorise une éventuelle avance de troupes terrestres ennemies.[réf. souhaitée] Une solution consiste alors à développer une marine de guerre puissante pour couvrir cette plaine littorale. Cette marine est d’autant plus importante que le reste de la frontière avec la Turquie est maritime.
La frontière entre la Grèce et la Turquie reste en effet  émaillée de différents frontaliers maritimes. Longue de plusieurs centaines de kilomètres en mer Égée, les deux pays sont en désaccord sur sa délimitation.

## Points de passage

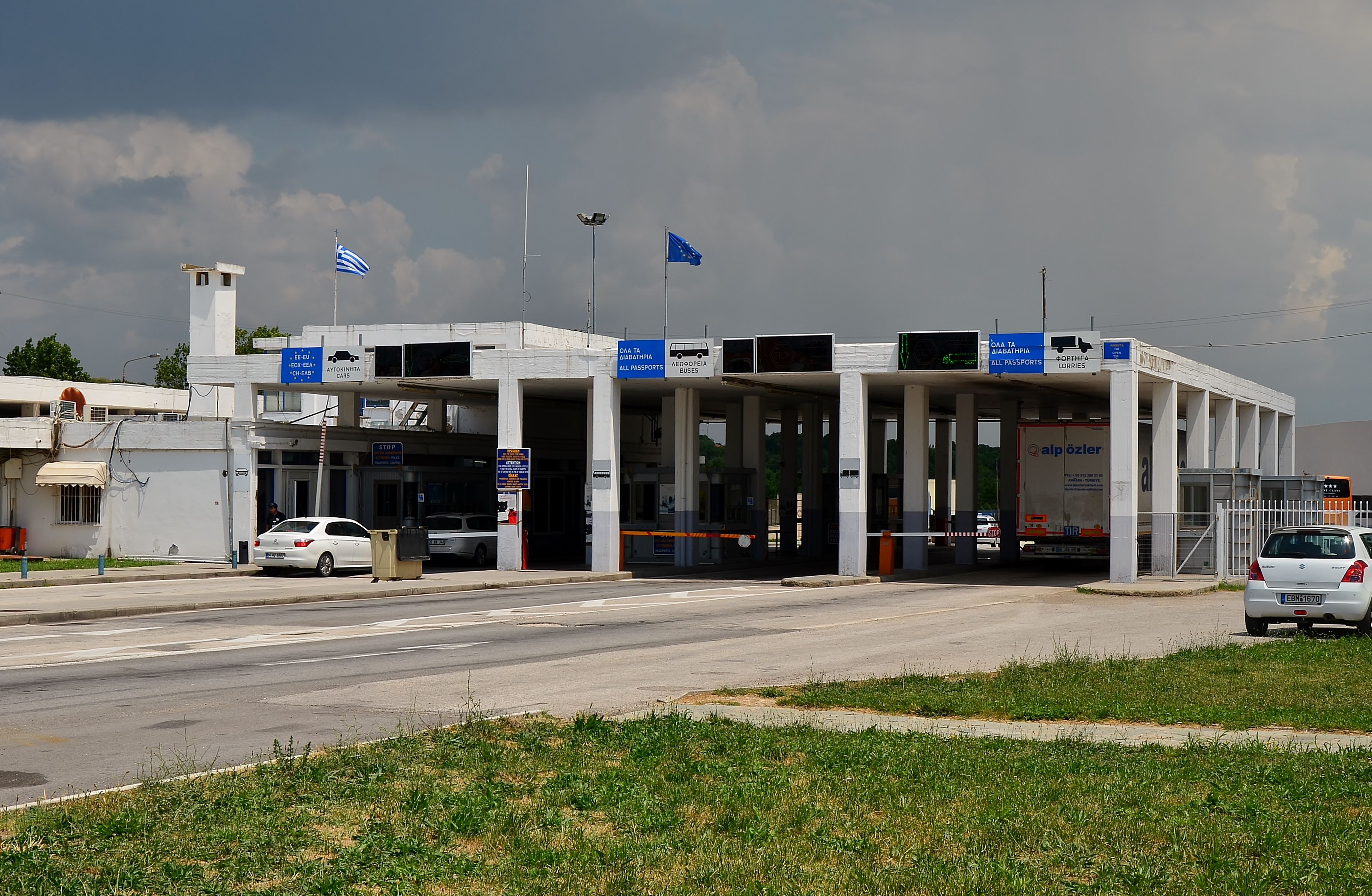
Poste-frontière grec près d'Ipsala.

Les principaux postes-frontières terrestres situés le long de la Maritsa, entre la Turquie (province d'Edirne) et la Grèce (nome de l'Évros) sont :
- İpsala (Turquie) face à Kípi (Grèce) ;
- Karaağaç (Turquie) face à Kastaniés (Grèce) ;
- Uzunköprü (Turquie), poste-frontière ferroviaire, face à la gare frontière de Pýthio (Grèce).